# غانتشي تشاندير
غانتشي تشاندير هي بلدة في مقاطعة آلات في ولاية بخارى في أوزبكستان.